# Завод суперфосфату у Валенсії (Cros)
Завод суперфосфату у Валенсії (Cros) — колишній виробничий майданчик на сході Іспанії, що належав компанії SA Cros.
У 1880 році компанія «Trenor y Cia», що, зокрема, займалась імпортом гуано, відкрила у Валенсії в районі Грау свій майданчик. На початку 20 століття в Іспанії почався бум виробництва фосфорного добрива — суперфосфату, чому сприяла географічна близькість до фосфоритів Марокко та великий ресурс піритів в іспанській провінції Уельва (шляхом спалювання піритів отримували сульфатну кислоту, за допомогою якої в подальшому розкладали фосфорити з отриманням суперфосфату), як наслідок, «Trenor y Cia» також взялась за виробництво суперфосфату. Відомо, що в 1909-му вона випустила близько 20 тисяч тонн добрив.
Окрім суперфосфату, «Trenor y Cia» продукувала сульфатну кислоту, сульфат заліза (залізний купорос) та концентроване гуано (результат обробки сульфатною кислотою природного гуано).
Тим часом провідним гравцем на іспанському ринку суперфосфату стала компанія SA Cros, що відкрила чи скупила в різних регіонах Іспанії понад десяток заводів. Зокрема, вона організувала свій майданчик поряд з фабрикою «Trenor y Cia», а близько 1925-го поглинула й саму «Trenor y Cia».
Станом на середину 1950-х завод Cros у Валенсії міг виробляти 80 тисяч тонн суперфосфату на рік.
На початку 1960-х в Іспанії стартувало виробництво комплексних добрив, яке призвело до істотного зменшення попиту на суперфосфат. Є вдомості, що належний Cros завод у Валенсії мав здатність продукувати 120 тисяч тонн комплексних добрив на рік.
У 1980-х іспанська промисловість добрив потрапила у кризу, що призвело до закриття цілого ряду підприємств. Одним з них став майданчик у Валенсії, який припинив діяльність у 1989-му.